# Магуэ (город)
Магуэ́ (бирм. မကွေးမြို့) — город в центральной части Мьянмы, административный центр одноимённых округа и района.

## Географическое положение
Город находится в центральной части провинции, на левом берегу реки Иравади, на расстоянии приблизительно 120 километров к западу-северо-западу (WNW) от столицы страны Нейпьидо. Абсолютная высота — 49 метров над уровнем моря.

## Население
По данным официальной переписи 1983 года, население составляло 54 881 человек.
Динамика численности населения города по годам:
| 1983   | 1993   | 2013    |
| ------ | ------ | ------- |
| 54 881 | 72 388 | 120 702 |

## Экономика и транспорт
Основу городской экономики составляет сельскохозяйственное производство. На окрестных полях выращивают рис, кунжут, арахис и просо. Имеются предприятия по переработке нефти и табака.

Сообщение Магуэ с другими городами осуществляется посредством железнодорожного и автомобильного транспорта. В окрестностях города расположен одноимённый аэропорт (ICAO: VYMW, IATA: MWQ).